# Rise, O Voices of Rhodesia
"Rise, O Voices of Rhodesia" (dịch Vùng lên, hỡi những tiếng nói Rhodesia) hay "Voices of Rhodesia" (dịch Những tiếng nói Rhodesia) là quốc ca của Rhodesia và Zimbabwe Rhodesia (đổi tên thành Zimbabwe vào tháng 4 năm 1980) từ năm 1974 đến năm 1979. Bài hát sử dụng giai điệu của "Khải hoàn ca", Chương IV từ bản Giao hưởng số 9 của Ludwig van Beethoven, do Hội đồng Châu Âu thông qua làm quốc ca chính thức của Châu Âu vào năm 1972 (ngày nay vẫn là quốc ca của Liên minh Châu Âu). Phiên bản sử dụng ban đầu ở Rhodesia là bản chuyển soạn gồm mười sáu ô nhịp của Đại úy Ken MacDonald, chỉ huy quân nhạc của Súng trường Châu Phi Rhodesia. Một cuộc thi toàn quốc đã được chính phủ tổ chức để tìm ra lời bài hát phù hợp với giai điệu đã chọn. Phần thắng thuộc về Mary Bloom đến từ Gwelo.
Với hệ quả từ Tuyên bố Độc lập Đơn phương của Rhodesia khỏi Vương quốc Anh vào ngày 11 tháng 11 năm 1965, nước này vẫn tuyên bố trung thành với Nữ vương Elizabeth II với tư cách nguyên thủ quốc gia, do đó giữ lại "God Save the Queen" làm quốc ca. Tuy nhiên, khi Rhodesia tái lập vào năm 1970 với tư cách một nước cộng hòa, bản hoàng ca đã cùng nhiều thứ khác liên quan đến chế độ quân chủ bị loại bỏ, khiến quốc gia này không có quốc ca cho đến khi thông qua "Rise, O Voices of Rhodesia" vào năm 1974. Bài quốc ca mất đi tư cách pháp nhân vào tháng 12 năm 1979, khi Vương quốc Anh giành lại quyền kiểm soát tạm thời đất nước trong khi chờ nền độc lập được quốc tế công nhận với tên gọi Zimbabwe năm tháng sau đó. Kể từ đó, việc Rhodesia sử dụng giai điệu Beethoven nổi tiếng đã khiến việc chơi "Khải hoàn ca" gây tranh cãi ở Zimbabwe ngày nay.

## Lịch sử

### Bối cảnh
Một tranh chấp về các điều khoản trao tư cách quốc gia đầy đủ cho thuộc địa tự trị Rhodesia đã khiến chính phủ thiểu số chủ yếu là người da trắng – do Thủ tướng Ian Smith đứng đầu – đơn phương tuyên bố độc lập khỏi Vương quốc Anh vào ngày 11 tháng 11 năm 1965. Vì Chính phủ Anh Quốc kiên quyết phải dựa trên nguyên tắc đa số mới có thể giành độc lập, tuyên bố này không được công nhận. Điều này khiến Vương quốc Anh và Liên Hợp Quốc áp đặt các biện pháp trừng phạt kinh tế đối với Rhodesia. Nữ vương Elizabeth II tiếp tục là "Nữ vương Rhodesia" trong mắt chính phủ của Smith, do đó "God Save the Queen" vẫn là quốc ca của Rhodesia. Mặc dù điều này nhằm thể hiện lòng trung thành lâu dài của Rhodesia đối với Nữ vương, nhưng việc lưu giữ một bài hát gắn liền với Vương quốc Anh giữa cuộc đấu tranh hiến pháp Anh-Rhodesia đã khiến những nghi lễ nhà nước Rhodesia có "một giai điệu có phần mỉa mai", theo cách nói của tờ Thời báo ở Luân Đôn.

### Chấp nhận

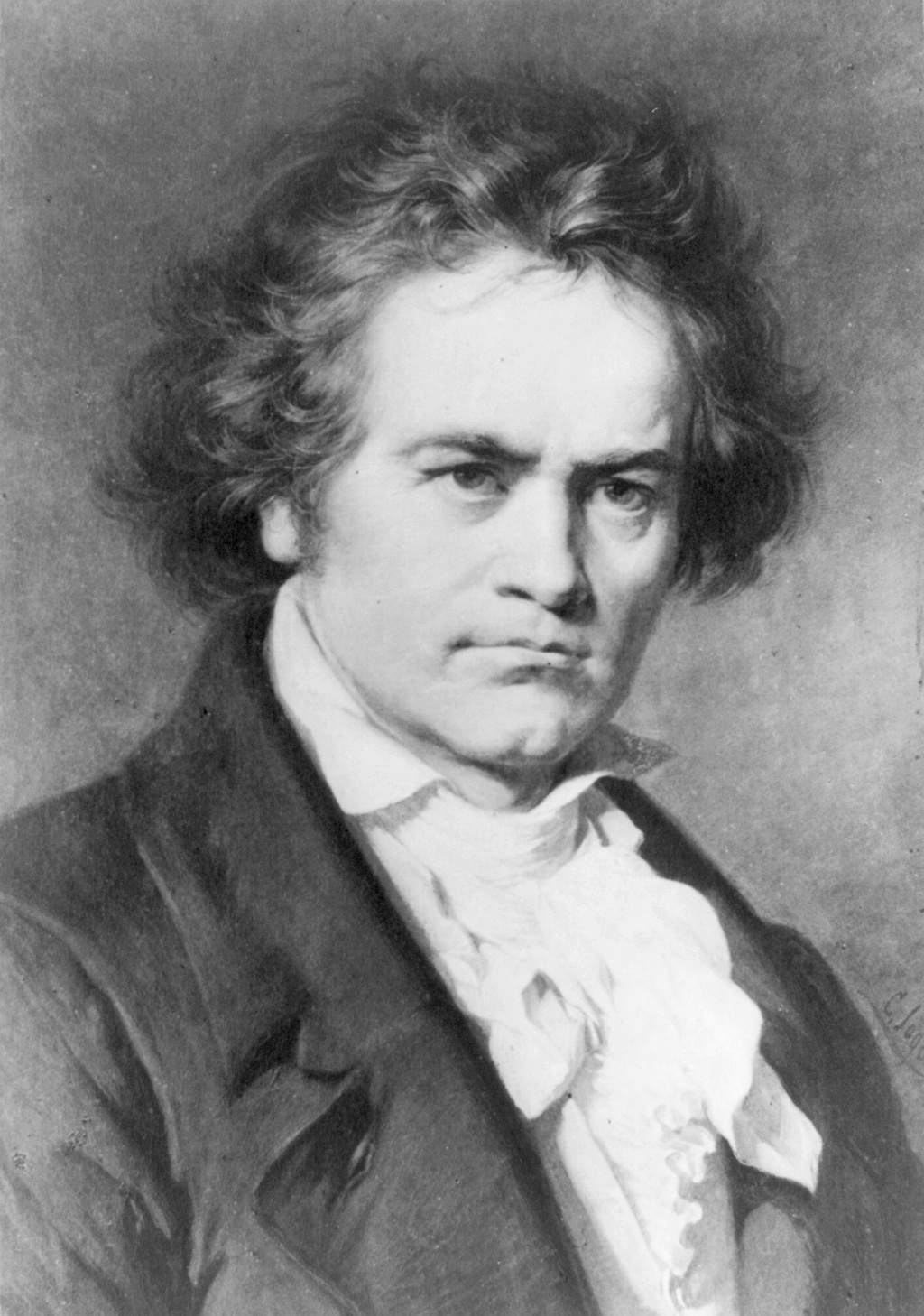
Bài quốc ca Rhodesia sử dụng giai điệu do Ludwig van Beethoven soạn (hình) năm 1824.

Chính phủ Rhodesia bắt đầu tìm kiếm một bài quốc ca mới trong khoảng thời gian áp dụng lá cờ xanh trắng mới vào tháng 11 năm 1968, nhưng vẫn tiếp tục sử dụng "God Save the Queen" cho đến tháng 6 năm 1969, khi cử tri chủ yếu là người da trắng bỏ phiếu ủng hộ hình thức chính phủ cộng hòa. Bài hoàng ca chính thức vẫn giữ nguyên cho đến tuyên bố chính thức về một nước cộng hòa vào tháng 3 năm 1970, khi nó bị bãi bỏ cùng với nhiều thứ khác liên quan đến Hoàng gia. Cộng hòa Rhodesia không có quốc ca trong hơn bốn năm trước khi chính quyền công bố bản nhạc đã chọn vào ngày 28 tháng 8 năm 1974: Chương IV, thường gọi là "Khải hoàn ca", từ bản Giao hưởng số 9 của Ludwig van Beethoven. Việc Hội đồng Châu Âu đã sử dụng giai điệu này làm "Quốc ca châu Âu" vào tháng 1 năm 1972 dường như không làm phiền chính phủ Rhodesia; John Sutherland và Stephen Fender nhận xét rằng sự lựa chọn của Rhodesia khiến chính quyền Công Đảng Anh vô cùng xấu hổ; các nhà lãnh đạo của họ giờ đây phải tôn trọng giai điệu gắn liền với Rhodesia khi tham dự các hoạt động chính thức của châu Âu. Với phần nhạc hiện tại, chính phủ Rhodesia đã tổ chức một cuộc thi toàn quốc để viết lời bài hát phù hợp, người chiến thắng sẽ nhận giải thưởng tiền mặt trị giá 500 đô la Rhodesia (tương đương khoảng 1.000 đô la Mỹ).
Dù không hài lòng với sự lựa chọn của Rhodesia, Hội đồng Châu Âu không phản đối điều đó với lý do rằng chừng nào Rhodesia còn sử dụng "Khải hoàn ca" ở dạng nguyên bản, nó không thể bị chê trách vì phần nhạc đã hết bản quyền từ lâu và thuộc phạm vi công cộng. Tuy nhiên, họ đã thông báo rằng nếu Rhodesia dùng phần soạn nhạc tương tự như Hội đồng Châu Âu thì tác giả của bản nhạc đó, Herbert von Karajan, sẽ có cơ sở để khởi kiện đạo văn. Nhằm ngăn chặn sự cố tương tự, Rhodesia sử dụng bản soạn lại mười sáu thanh ban đầu của Đại úy Ken MacDonald, người chỉ huy quân nhạc Súng trường Châu Phi Rhodesia. Buổi biểu diễn nhạc khí đầu tiên của bài quốc ca ở Salisbury đã gây ra nhiều phản ứng trái chiều: một số người nhiệt tình—bao gồm cả một trung sĩ nhạc công da màu, người đã tự hào nói với tờ Rhodesia Herald rằng "nó giống như 'Chúa Cứu lấy Nữ vương Nhân hậu'"—nhưng nhiều người khác lại thất vọng vì chính phủ đã không lấy một giai điệu mới. Nhà phê bình âm nhạc của tờ Herald Rhys Lewis đã viết rằng ông cảm thấy "kinh ngạc" trước sự lựa chọn của chính phủ, điều mà ông cho rằng không chỉ thiếu nguyên bản mà còn gắn liền với tình anh em siêu quốc gia đến mức nó có nguy cơ khiến Rhodesia, vốn bị quốc tế cô lập, trở thành đối tượng bị chế giễu. Phinias Sithole, người đứng đầu Đại hội Công đoàn Châu Phi (một liên minh công đoàn người da đen của Rhodesia), nhận xét ông không tin rằng hầu hết người da đen của đất nước sẽ đồng cảm với một bài hát được chọn trong khi những người thuộc sắc tộc của họ hầu như vắng mặt trong các cấp cao nhất của chính phủ.
Người viết lời thắng cuộc, Mary Bloom, đã được xác nhận vào ngày 24 tháng 9 năm 1974. Bà là giám đốc công ty, nhà phê bình âm nhạc và nhà thơ đến từ Gwelo, chuyển đến Rhodesia từ Nam Phi năm 1947. Bloom đặt tên cho tác phẩm của mình là "Voices of Rhodesia" (dịch Tiếng nói Rhodesia), song câu đầu "Rise, O Voices of Rhodesia", cuối cùng đã trở thành tiêu đề của bài hát theo cách nói thông thường.
Các quan sát viên nước ngoài tỏ ra không mấy ấn tượng; nhà báo người Anh Richard West nhận xét rằng người Rhodesia da trắng "nổi tiếng với sự phản bác nghệ thuật, cái đẹp, tâm linh và trí tuệ", đã hỏi "làm sao người ta có thể không... lúng túng xấu hổ khi TV ngừng chiếu vào ban đêm với quốc ca Rhodesia theo giai điệu bản giao hưởng hợp xướng của Beethoven?".

## Lời
Lời bài hát chính thức được thông qua như sau:
| Tiếng Anh | Dịch nghĩa tiếng Việt |
| --- | --- |

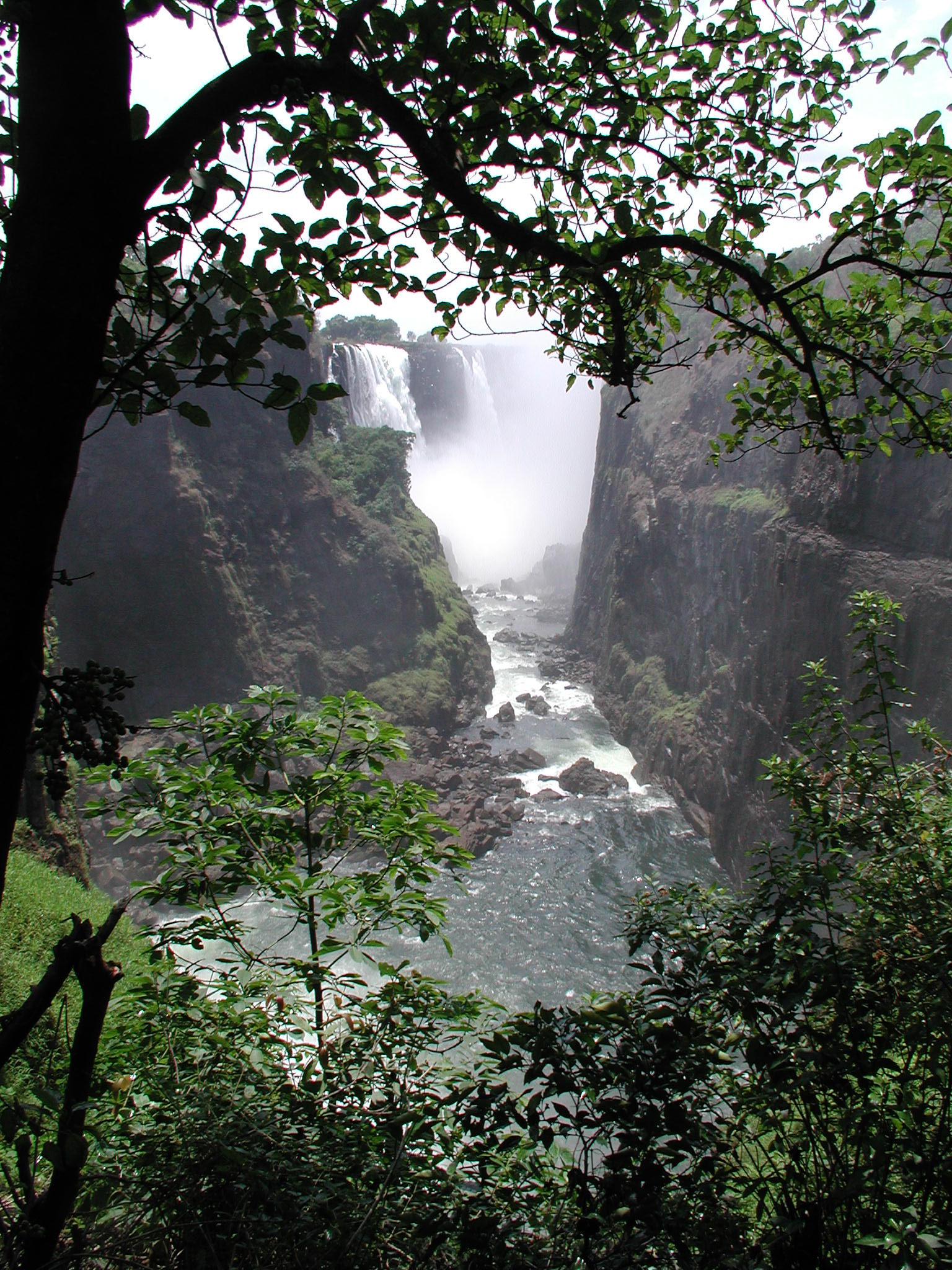
Thác Victoria. Theo nhà sử học J. L. Fisher, chủ đề chính của lời bài hát là "phong cảnh tráng lệ" của đất nước.

| Rise, O voices of Rhodesia, God may we Thy bounty share. Give us strength to face all danger, And where challenge is, to dare. Guide us, Lord, to wise decision, Ever of Thy grace aware, Oh, let our hearts beat bravely always For this land within Thy care. Rise, O voices of Rhodesia, Bringing her your proud acclaim, Grandly echoing through the mountains, Rolling o'er the far flung plain. Roaring in the mighty rivers, Joining in one grand refrain, Ascending to the sunlit heavens, Telling of her honoured name. | Vùng lên, hỡi những tiếng nói Rhodesia, Mong Chúa sẻ chia sự hào phóng cho chúng ta. Cho ta sức mạnh để đối mặt với mọi hiểm nguy, Và dám vượt qua nơi nào có thử thách. Xin hướng dẫn chúng con, Chúa ơi, để quyết định sáng suốt, Bao giờ nhận biết ân sủng của Ngài, Ôi cho trái tim ta luôn đập mạnh Đối với vùng đất này trong sự chăm sóc của Ngài. Vùng lên, hỡi những tiếng nói Rhodesia, Mang đến cho Người sự hoan nghênh tự hào, Hùng vĩ vang khắp núi non, Lăn qua đồng bằng xa xôi. Gầm thét trong những dòng sông hùng vĩ, Tham gia vào một đại điệp khúc, Tiến lên những thiên đường đầy nắng, Nói lên tên gọi danh dự của Người. |

## Giảm sử dụng và di sản
"Rise, O Voices of Rhodesia" vẫn được sử dụng chính thức trong phần còn lại của lịch sử Rhodesia, cũng như từ tháng 6 đến tháng 12 năm 1979, khi Rhodesia tái lập với tư cách Zimbabwe Rhodesia, chính quyền do người da đen lãnh đạo của cùng một quốc gia. Nhà nước này cũng không đạt tính hợp pháp trong con mắt Vương quốc Anh và Liên Hợp Quốc. Mặc dù quốc ca vẫn giữ nguyên trong sáu tháng này, chính phủ thông qua một lá quốc kỳ mới đồng thời thay thế các ngày lễ quốc gia – phần lớn dựa trên các nhân vật và cột mốc thuộc địa – bằng các lựa chọn mang tính hòa nhập hơn: Ngày Tổng thống, Ngày Thống nhất và Ngày Tổ tiên. Quốc ca vẫn không thay đổi vào ngày 12 tháng 12 năm 1979, khi Zimbabwe Rhodesia tạm thời nằm dưới sự kiểm soát của Vương quốc Anh một lần nữa với tên gọi Nam Rhodesia, trước khi nền độc lập được quốc tế công nhận vào tháng 4 năm 1980, với tên gọi hiện nay Zimbabwe. "Ishe Komborera Africa", bản dịch tiếng Shona của bài thánh ca tiếng Xhosa do Enoch Sontonga sáng tác "Nkosi Sikelel' iAfrika" (tạm dịch: "Chúa phù hộ Châu Phi"), đã trở thành quốc ca đầu tiên của Zimbabwe. Bài này được dùng làm quốc ca đến năm 1994, cho đến khi bị thay thế bởi bài "Simudzai Mureza wedu WeZimbabwe" (tạm dịch: "Phước lành thay Đất nước Zimbabwe").
Do được sử dụng bởi "Rise, O Voices of Rhodesia", giai điệu "Khải hoàn ca" đang gây tranh cãi ở Zimbabwe. Việc phát nhạc điệu này hàng năm tại các đại sứ quán nước ngoài vào Ngày Châu Âu ban đầu gây sốc cho các quan chức chính phủ Zimbabwe. Theo nhà sử học Josephine Fisher, trước đây họ không biết rằng Hội đồng Châu Âu đã thông qua bài hát này. Trong những năm 1980, Derek Hudson, nhạc trưởng lâu năm của Dàn nhạc giao hưởng Bulawayo, đã gặp nhiều khó khăn trong việc xin phép chính thức để tổ chức bản Giao hưởng số 9 của Beethoven lần đầu tiên tại Zimbabwe. Cuối cùng ông đã thành công, nhưng chỉ sau quá trình đàm phán kéo dài với chính quyền. Khi "Khải hoàn ca" được đưa vào buổi biểu diễn đàn organ gây quỹ do một nhà thờ ở Harare tổ chức trong Giáng sinh năm 1994, nó đã khiến một số người tham dự phản đối trong sự giận dữ.